# El Gran Debate
El Gran Debate fue una era en la historia de Cuba nombrada retroactivamente por los historiadores, que fue definida por el debate público sobre el futuro de la política económica cubana que tuvo lugar entre 1962 y 1965. El debate comenzó después de que Cuba cayera en una crisis económica en 1962 después de años de complicaciones económicas internas, sanciones de Estados Unidos y fuga de profesionales de Cuba. En 1962, Fidel Castro invitó a economistas marxistas de todo el mundo a debatir dos proposiciones principales. Una propuesta propuesta por el Che Guevara fue que Cuba podría evitar cualquier período de transición capitalista y luego "socialista" y convertirse inmediatamente en una sociedad "comunista" industrializada si se perfeccionan "condiciones subjetivas" como la conciencia pública y la acción de vanguardia. La otra propuesta sostenida por el Partido Socialista Popular era que Cuba necesitaba un período de transición como economía mixta en el que se maximizara la economía azucarera cubana para obtener ganancias antes de que se pudiera establecer una sociedad comunista. Con el tiempo, Fidel Castro implementaría ideas de ambos y utilizaría los incentivos morales propuestos por Guevara, pero también se concentraría en desarrollar la economía azucarera en lugar de la industrialización.
El Gran Debate daría como resultado una especie de compromiso en el que Fidel Castro utilizaría incentivos morales en lugar de incentivos materiales para motivar a los trabajadores, y se ignoraría la industrialización en favor de un enfoque en la economía azucarera. Estas políticas eventualmente culminarían en la Ofensiva Revolucionaria donde la economía se orientaría a producir 10 millones de toneladas de azúcar para 1970, campaña nombrada como la Zafra de los diez millones. La campaña fracasó y condujo a una reorientación de la política interna cubana.

## Antecedentes

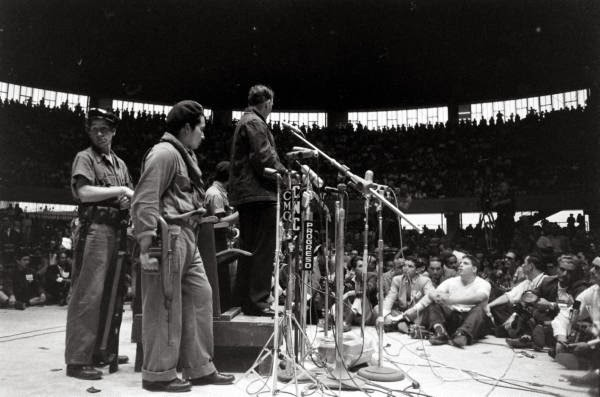
Juicio a Jesús Sosa Blanco en el Coliseo de la Ciudad Deportiva.

En los meses posteriores a la Revolución cubana se reunió una alianza política pluralista para formar el primer gobierno provisional. Después de que las elecciones no se materializaron, que colaboradores de Fulgencio Batista como Jesús Sosa Blanco fueran ejecutados en el Coliseo de la Ciudad Deportiva y los llamados a la reforma agraria se hicieran populares, los políticos más moderados comenzaron a desilusionarse del gobierno y creyeron que los comunistas estaban ganando el control lentamente. A finales de 1959, la Agencia Central de Inteligencia comenzó a entrenar a cubanos exiliados para una invasión de Cuba. A principios de 1960, el gobierno cubano firmó un acuerdo comercial con la Unión Soviética que intercambiaba azúcar cubana por petróleo soviético. A lo largo de 1960, Estados Unidos comenzaría a imponer sanciones a Cuba como respuesta a las expropiaciones de las compañías y demás propiedades de los ciudadanos estadounidenses en la isla por parte del Gobierno cubano. En 1961, rebeldes entrenados por Estados Unidos intentarían la invasión de bahía de Cochinos y no lograrían derrocar al gobierno de Fidel Castro en Cuba. Para entonces, la plataforma pluralista original de la Revolución cubana se había restringido únicamente a socialistas que simpatizaban con el Bloque del Este. En 1962, el gobierno cubano se reorganizó bajo una organización política encabezada por el líder del Partido Socialista Popular, Aníbal Escalante.
En 1962, Cuba estaba entrando en una crisis económica debido a las crecientes sanciones que había experimentado desde 1960, la incapacidad del sector privado para participar en la nueva economía mixta y la fuga de profesionales cubanos que se sentían incómodos con los acontecimientos políticos en Cuba. 1962 también vio el Proceso Escalante en el que se reveló que Aníbal Escalante había cedido la mayoría de los puestos de poder en las nuevas Organizaciones Revolucionarias Integradas a miembros del Partido Socialista Popular. La crisis económica impulsó una reevaluación de los modelos económicos propuestos en ese momento y el anterior proceso Escalante motivó la desconfianza en el Partido Popular Socialista y sus propuestas de modelo soviético.

## Debate
En 1962, se invitó a economistas de izquierda de todo el mundo a publicar sus opiniones en revistas económicas cubanas sobre cómo Cuba debería convertirse en una sociedad comunista. Los dos portavoces principales en el debate fueron el Che Guevara, que defendió un modelo cubano independiente para el comunismo, y Carlos Rafael Rodríguez, del Partido Socialista Popular, que abogó por un modelo más "soviético" para el comunismo, lo que significaba un desarrollo del capitalismo antes que el socialismo y comunismo posterior. Rodríguez abogó por que se brinden incentivos materiales a las personas en función de qué tan bien generaron ganancias para una empresa. Las propias empresas serán "autogestionadas" como en la Unión Soviética, en lugar de estar todas gestionadas por un planificador central.
La opinión del Che Guevara era que el sistema soviético se había desarrollado siguiendo la contingencia histórica de la Nueva Política Económica, en lugar de principios marxistas objetivos. Guevara abogó por los incentivos morales como principal motivador para aumentar la producción de los trabajadores. El principal ideal que comprometía la conciencia que desarrollaría el socialismo era la alabanza del Hombre Nuevo, un ciudadano que sólo estaba motivado por la solidaridad humana y el autosacrificio. Según la opinión de Guevara, el Estado debería socavar la ley del valor y fomentar el voluntarismo para desarrollar un sentido de deber social entre la gente.
Todos los beneficios generados por las empresas debían entregarse al presupuesto estatal, y el presupuesto estatal cubriría las pérdidas. Las instituciones que desarrollaron la conciencia socialista fueron consideradas el elemento más importante para mantener un camino hacia el socialismo, en lugar de los aumentos de producción incentivados materialmente. La implementación del afán de lucro se consideraba un camino hacia el capitalismo y era uno de los defectos de las economías del bloque del Este. La economía también dependería de movilizaciones masivas y planificación centralizada como método para desarrollar la economía. El Gran Debate llegó a su fin cuando el Che Guevara abandonó Cuba en 1965. Inicialmente, su punto de vista perdió apoyo. En 1968, sin embargo, Fidel Castro anunció las reformas de la Ofensiva Revolucionaria que se basaban en las ideas de Guevara.

## Consecuencias

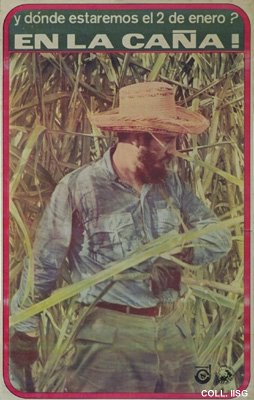
Afiche de Fidel Castro cortando caña de azúcar promoviendo el impulso de la Zafra de los diez millones.

En 1966 se reorganizó la economía cubana sobre criterios morales. La propaganda en Cuba destacó el voluntarismo y las motivaciones ideológicas para incrementar las producciones. No se dieron incentivos materiales a los trabajadores que eran más productivos que otros. Se esperaba que los intelectuales cubanos participaran activamente en la creación de un espíritu nacional positivo e ignoraran cualquier deseo de crear "arte por el arte". Cuba se volvió más independiente políticamente de la Unión Soviética y en cambio centró su política exterior en los asuntos del tercer mundo. Los grupos guerrilleros en las luchas antiimperialistas del tercer mundo recibirían financiación del gobierno cubano.
En 1968 se nacionalizaron todas las empresas privadas no agrícolas, la planificación central se hizo más sobre una base ad hoc y toda la economía de Cuba se dirigió a producir una cosecha de azúcar de 10 millones de toneladas, campaña conocida como la Zafra de los diez millones. Estos acontecimientos se inspiraron en general en las resoluciones que surgieron del Gran Debate años antes. El enfoque en el azúcar eventualmente dejaría todas las demás facetas de la economía cubana subdesarrolladas y sería el legado último de la ofensiva.